# Vindra
Vindra är ett svenskt rockband från Linköping, bildat 2004. Bandet består av fyra medlemmar, sångaren Cliff Ljung, Richard Sundström (bas,gitarr), Daniel Castman (gitarr) och Andreas Nederfeldt (trummor).
Tidigare medlemmar; Nicklas Brännström (bas), Christian Ljungberg (trummor), Sonny Kjellberg (bas), Mikael Pihl (bas) .

## Historik
Bandet spelade in sin första demo-EP, Reunification, år 2005, och 2007 spelade de in sin andra, självbetitlade demo-EP. Därefter deltog bandet i musiktävlingarna MTV Nordic Unsigned och Miller Fresh Sounds, där de gick till final, vilket resulterade i att de fick spela live på Café Opera. I november 2008 fick bandet ett skivkontrakt med Blue Topaz Records. I juni 2009 släpptes bandets debutalbum Heroes of the unfinished symphony, som spelades in i White light studio i Linköping. Låten "Dreamer" från debutalbumet blev en framgång på iTunes och noterades på plats 47 på iTunes nedladdningslista under vecka 7 i februari 2009. Som bäst låg låten på plats nummer 6 på iTunes nedladdningslista samma vecka. Under 2010 släppte de sin första musikvideo, för låten "My old hometown". I juni 2011 släppte bandet ett digitalt samlingsalbum med demospår från 2005-2007, genom Record Union, kallat The beginning. Bandet började sedermera arbeta på ett nytt album, Mournful boy, inspelningarna skedde under producenten Jörgen Wärnströms ledning i Studio Lyckan sommaren 2014 och albumet planerades att släppas under våren 2015 genom det tyska skivbolaget Dust On The Tracks Records, men skivbolaget hamnade på obestånd ekonomiskt och skivan släpptes därför inte som planerat, utan släpptes istället senare av bandet själva digitalt via Record Union i december 2015, samt i en begränsad fysisk upplaga som digipack i januari 2016, distribuerad genom Bengans skivbutiker , samt marknadsförd internationellt av Rock n Growl.. gensvaret blev förhållandevis positivt, speciellt från Tyskland, men även svenska Sweden rock magazine gav i juli utgåvan 2016 albumet 7/10 i omdöme, högst ovanligt för ett osignat band från Linköping.

## Diskografi
- Heroes of the unfinished symphony (2009) - fysiskt samt digitalt släpp via Blue Topaz Records 2011
- The beginning (2011) - med samlade demospår från 2005-2007, digitalt släpp genom Record Union
- Mournful boy (2015/2016) - digitalt släpp i december 2015 genom Record Union, fysiskt under eget namn som digipack i januari 2016